# تاوول
تاوول (به اسپانیایی: Tahull) یک منطقهٔ مسکونی در اسپانیا است که در بی د بوئی واقع شده‌است. تاوول ۲۶۲ نفر جمعیت دارد.